# Liste des monuments et sites historiques de la région de Thiès
Cet article recense les monuments et sites historiques de la région de Thiès au Sénégal.

## Liste
| Monument                                                                                          | Département              | Localité                                | Coordonnées                  | Notes                                               | Code Arrêté     | Illus.    |
| ------------------------------------------------------------------------------------------------- | ------------------------ | --------------------------------------- | ---------------------------- | --------------------------------------------------- | --------------- | --------- |
| Gare ferroviaire et entrepôts                                                                     | Département de Thiès     | Thiès                                   | 14° 47′ 51″ N, 16° 55′ 49″ O |                                                     | 2006THIES01     |           |
| Place Ibrahima Sarr, Cité Ballabey                                                                | Département de Thiès     | Thiès                                   |                              |                                                     | 2006THIES02     |           |
| Le bâtiment de la Direction générale de la SNCS                                                   | Département de Thiès     | Thiès                                   |                              |                                                     | 2006THIES03     |           |
| Le bâtiment des « 3 Horloges » de la SNCS                                                         | Département de Thiès     | Thiès                                   |                              |                                                     | 2006THIES04     |           |
| Fort de Thiès, Ex 10e, actuel Musée régional                                                      | Département de Thiès     | Thiès                                   | 14° 47′ 51″ N, 16° 55′ 51″ O |                                                     | 2006THIES05     |           |
| Bâtiment principal abritant la Gouvernance                                                        | Département de Thiès     | Thiès                                   | 14° 47′ 46″ N, 16° 55′ 48″ O |                                                     | 2006THIES06     |           |
| Bâtiment principal abritant la Chambre de Commerce                                                | Département de Thiès     | Thiès                                   |                              |                                                     | 2006THIES07     |           |
| Cathédrale de Thiès et bâtiment de l'Evêché                                                       | Département de Thiès     | Thiès                                   | 14° 48′ 03″ N, 16° 55′ 48″ O |                                                     | 2006THIES08     |           |
| Bâtiment abritant l’école Sainte Anne face à la Cathédrale                                        | Département de Thiès     | Thiès                                   | 14° 48′ 02″ N, 16° 55′ 53″ O |                                                     | 2006THIES09     |           |
| Poste                                                                                             | Département de Thiès     | Thiès                                   | 14° 47′ 19″ N, 16° 55′ 52″ O |                                                     | 2006THIES10     |           |
| Fort de Mbidièm                                                                                   | Département de Thiès     | Pout                                    |                              |                                                     | 2006THIES11     |           |
| Carrières de Diack                                                                                | Département de Thiès     | Arrondissement de Thiénaba              |                              | site archéologique                                  | 2006THIES12     |           |
| Carrières de Diakité                                                                              | Département de Thiès     |                                         |                              | site archéologique                                  | 2006THIES13     |           |
| Bureau de Poste                                                                                   | Département de Thiès     | Pout                                    |                              |                                                     | 2006THIES14     |           |
| Gare ferroviaire                                                                                  | Département de Tivaouane | Tivaouane                               | 14° 57′ 12″ N, 16° 49′ 01″ O |                                                     | 2006TIVAOUANE01 | Tivaouane |
| Bâtiment abritant la Préfecture                                                                   | Département de Tivaouane | Tivaouane                               |                              | ancienne résidence du Commandant de Cercle du Kayor | 2006TIVAOUANE02 |           |
| Village de Longhor                                                                                | Département de Tivaouane |                                         |                              |                                                     | 2006TIVAOUANE03 |           |
| Villages de Soughère et de Nguiguis, sites historiques, capitales secondaires des Damels du Kayor | Département de Tivaouane |                                         |                              | site historique et religieux                        | 2006TIVAOUANE04 |           |
| Village de Mboul                                                                                  | Département de Tivaouane |                                         | 14° 44′ 55″ N, 17° 05′ 42″ O | site historique, capitale des Damels                | 2006TIVAOUANE05 |           |
| Mausolée de Khaly Madiakhaté Kala                                                                 | Département de Tivaouane | Keur Makala, Arrondissement de Niakhène |                              |                                                     | 2006TIVAOUANE06 |           |
| Mosquée et Zawia de El Hadji Malick Sy                                                            | Département de Tivaouane |                                         | 14° 57′ 09″ N, 16° 48′ 48″ O | la première construite en 1904                      | 2006TIVAOUANE07 |           |
| Mosquée Serigne Babacar Sy                                                                        | Département de Tivaouane |                                         |                              |                                                     | 2006TIVAOUANE08 |           |
| Mosquée et Zawia de la Famille Kounta                                                             | Département de Tivaouane | Ndiassane                               |                              |                                                     | 2006TIVAOUANE09 |           |
| Grande Mosquée                                                                                    | Département de Tivaouane | Pire                                    |                              |                                                     | 2006TIVAOUANE10 |           |
| Mausolée de Khaly Amar Fall                                                                       | Département de Tivaouane | Pire                                    |                              |                                                     | 2006TIVAOUANE11 |           |
| Résidence de Popenguine et le Cap de Naze                                                         | Département de Mbour     |                                         |                              |                                                     | 2006MBOUR01     |           |
| Les tumulus de la forêt de Bandia                                                                 | Département de Mbour     |                                         |                              |                                                     | 2006MBOUR02     |           |
| Église et sanctuaire marial                                                                       | Département de Mbour     | Popenguine                              | 14° 33′ 16″ N, 17° 06′ 42″ O |                                                     | 2006MBOUR03     |           |
| Île Fadiouth, Île Cimetière et Greniers sur pilotis                                               | Département de Mbour     |                                         | 14° 09′ 09″ N, 16° 49′ 23″ O |                                                     | 2006MBOUR04     |           |
| Fort du Comptoir                                                                                  | Département de Mbour     | Saly Portudal                           |                              |                                                     | 2006MBOUR05     |           |
| Thiémassas                                                                                        | Département de Mbour     |                                         |                              | site préhistorique                                  | 2006MBOUR06     |           |
| Petit Séminaire de Ngazobil                                                                       | Département de Mbour     |                                         |                              |                                                     | 2006MBOUR07     |           |
| Maison familiale Senghor                                                                          | Département de Mbour     | Joal                                    |                              |                                                     | 2006MBOUR08     |           |
| Église de Ndianda                                                                                 | Département de Mbour     | Ndianda                                 |                              |                                                     | 2006MBOUR09     |           |
| Sangomar                                                                                          | Département de Mbour     | Palmarin                                |                              | lieu de culte sereer                                | 2006MBOUR10     |           |
| Fangool et canon de Mbalamson                                                                     | Département de Mbour     |                                         |                              |                                                     | 2006MBOUR11     |           |
| Tumulus sereer de Mbafaye                                                                         | Département de Mbour     | Godaguène Fissel                        |                              |                                                     | 2006MBOUR12     |           |